# Vernon River
Vernon River är ett vattendrag i Kanada.   Det ligger i provinsen Prince Edward Island, i den östra delen av landet, 1 000 km öster om huvudstaden Ottawa.
Omgivningarna runt Vernon River är en mosaik av jordbruksmark och naturlig växtlighet. Runt Vernon River är det glesbefolkat, med 13 invånare per kvadratkilometer.